# 3-metil-2-ossobutanoato deidrogenasi (trasferisce 2-metilpropanoile)
La 3-metil-2-ossobutanoato deidrogenasi (trasferisce 2-metilpropanoile) è un enzima appartenente alla classe delle ossidoreduttasi, che catalizza la seguente reazione:
3-metil-2-ossobutanoato + (residuo diidrolipoillisina 2-metilpropanoil transferasi) lipoillisina ⇄ (residuo di diidrolipoillisina 2-metilpropanoil transferasi) S-(2-metilpropanoil)diidrolipoillisina + CO2
L'enzima contiene tiamina difosfato. Agisce non solo sul 3-metil-2-ossobutanaoato, ma anche sul 4-metil-2-ossopentanoato e sul (S)-3-metil-2-ossopentanoato, così che agisce sui 2-ossoacidi che derivano dall'azione delle transaminasi sulla valina, leucina e isoleucina. È un componente del complesso multienzimatico della 3-metil-2-ossobutanoato deidrogenasi nel quale copie multiple di essa sono legate al core di molecole della residuo di diidrolipoillisina (2-metilpropanoil)transferasi (numero EC 2.3.1.168), che a sua volta lega multiple copie di diidrolipoil deidrogenasi (numero EC 1.8.1.4). Non agisce sulla lipoamide libera o lipolisina, ma solo sul residuo di lipoilisina.